# Valjasti črvi
Valjasti črvi (znanstveno ime Aschelmintes) so opuščen takson nevretenčarjev, ki so ga nekoč obravnavali na taksonomskem rangu debla in je združeval živali valjaste oblike, brez krvožilja ter dihal, z evproktnimi prebavili in ločenima spoloma.
Po sodobni klasifikaciji valjasti črvi, pa tudi nečlenarji, ne obstajajo več. Vse skupine, ki so bile prej klasificirane kot razredi, so sedaj na nivoju debla:
- Rotatoria (kotačniki)
- Nematoda (gliste)
- Nematomorpha (žive niti)
- Acanthocephala (ježerilci)
- Kinorhyncha (kaveljčniki)
- Priapulida (črvorilčniki)
- Gastrotricha (trebuhodlačniki)